# رالف ك. هوفر
رالف ك. هوفر (بالإنجليزية: Ralph K. Hofer)‏ هو طيار جوي ‏ أمريكي، ولد في 22 يونيو 1921 في سالم في الولايات المتحدة، وتوفي في 2 يوليو 1944 في موستار في البوسنة والهرسك بسبب قتل في المعركة.